# Dipacúlao
Dipacúlao es un municipio filipino de tercera categoría, situado en la isla de Luzón. Forma parte de la provincia de Aurora situada en la Región Administrativa de Luzón Central, también denominada Región III.

## Geografía
Municipio situado en la parte central, al norte de Baler,  la capital provincial.
Lugar de conexión entre las ciudades del norte con los municipios centrales de la provincia. 
Su término tiene la forma de una franja estrecha y cuenta con la costa más larga de la provincia. Linda al nordeste con el municipio de Dinalungán;  al nordeste este con la provincia de Quirino, municipio de Nagtipunán; al suroeste  con el municipio de María Aurora; y por el este por el Mar de Filipinas, en el Océano Pacífico, entre el seno de Casigurán, al norte y  la bahía de Baler, al sur.
Tiene una extensión superficial de 361.64 km² y según el censo del 2007, contaba con una población de 24.882 habitantes y 4.796 hogares; 27.729 habitantes el día primero de mayo de 2010

### Barangayes
El municipio  de Dipacúlao se divide, a los efectos administrativos, en 25 barangayes o barrios, conforme a la siguiente relación:
| - Bayabas - Buenavista - Borlongán - Calaocán - Dianed - Diarabasin | - Dibutunán - Dimabuno - Dinadiawán - Ditale - Gupa - Ipil | - Laboy* Lipit - Lobbot - Maligaya - Mijares - Mucdol | - Población, Norte. - Puangi - Salay - Sapangkawayan - Población, Sur. - Toytoyan - Diamanén |  |

## Historia
La comarca pasa a depender espiritualmente a los Agustinos Recoletos en 1658, siendo devuelta a los Frailes Menores en 1703 quienes establecieron una misión en Dipacúlao, el año de 1719.
El municipio de Dipacúlao se formó en 1950.
El año de 1957 los sitios de Dimabono, Laboy, Dinadiawan y Puangi pasa a tener la consideración de barrios.

## Lugares de interés

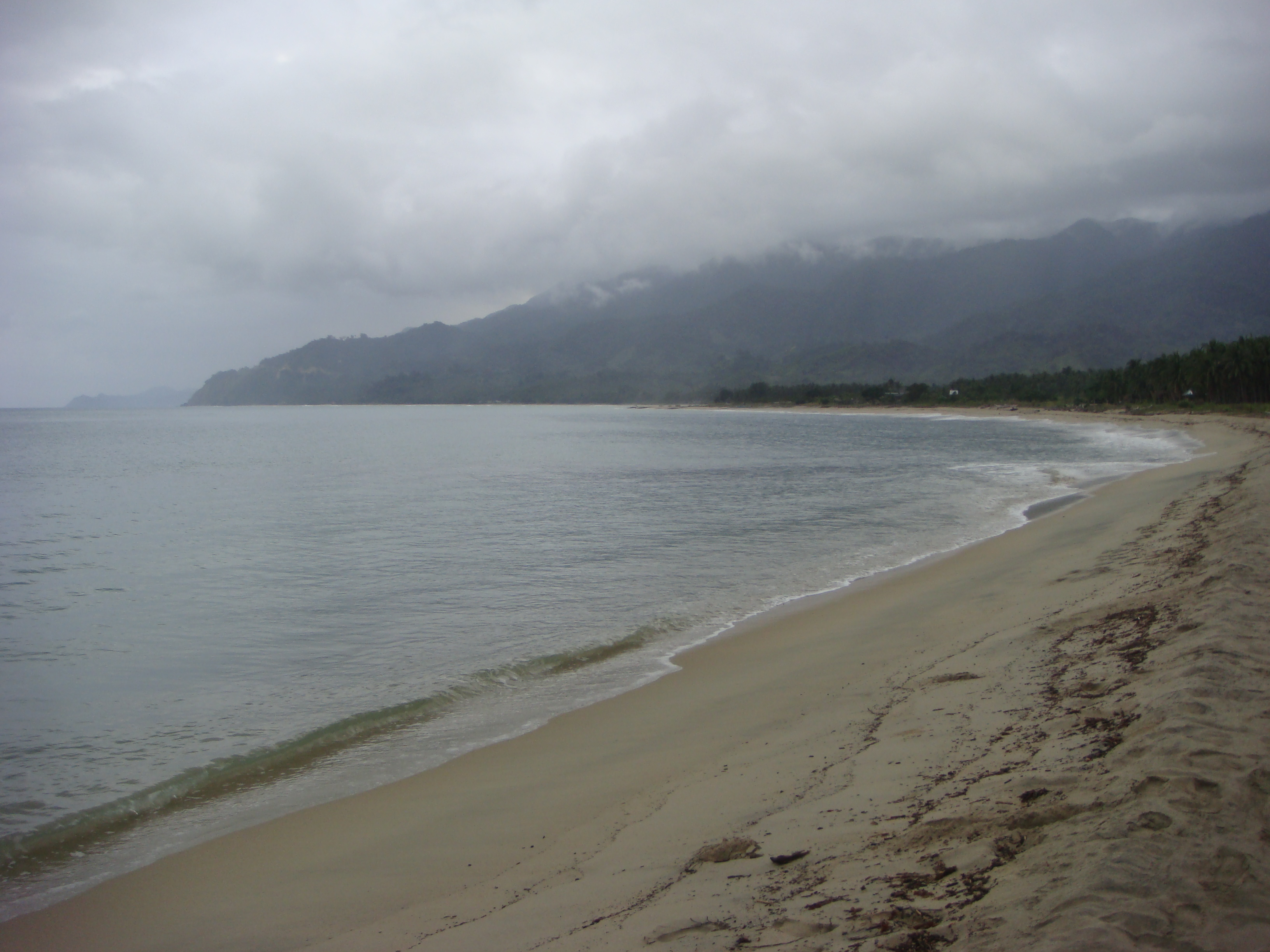
Playa de Dinadiawán.

Dipacúlao tiene tal vez la más hermosa costa de la provinci, donde destacana:
- Playa de Dinadiawán, con una magnífica vista del Océano Pacífico, las exuberantes y diversos bosques de la Cordillera Sierra Madre, y la formación rocosa a lo largo de la costa.
- Playa de Borlongán, cubierta por piedras grises  lisas del tamaño de un puño.